# Some Things Never Change
Some Things Never Change ist das 10. Studio-Album der britischen Pop-/Rockband Supertramp und deren erstes ohne das langjährige Bandmitglied Dougie Thomson. Es wurde etwa 8½ Jahre nach Live ’88, dem vorherigen Supertramp-Livealbum, am 24. März 1997 veröffentlicht.

## Beschreibung
Für die Aufnahmen zum Album „Some Things Never Change“ kam die Band personell verändert zurück: Von der klassischen Besetzung waren Rick Davies (Keyboards, Gesang), John Helliwell (Holzblasinstrumente, Saxophone) und Bob Siebenberg (Schlagzeug) noch dabei; der Bassist Dougie Thomson hatte die Gruppe nach ihrer letzten Tournee (siehe hierzu beim Album Live ’88) verlassen. Hinzu gesellte sich wie schon 1987/88 als zweiter Sänger und Keyboarder Mark Hart (seit 1993 Mitglied der Band Crowded House), der per Hauptstimme zusammen mit Davies den Song „Listen to Me Please“ und solo die Lieder „Sooner or Later“ und „Give Me a Chance“ sang, bei denen er neben Davies als Autor agierte; alle anderen Songs stammen von Davies. Zudem wurde die Band durch Cliff Hugo (Bassgitarre), Lee Thornburg (Blasinstrumente, Hintergrundgesang), Carl Verheyen (Gitarren) und Tom Walsh (Perkussion) ergänzt. Ferner agierten als Gastmusiker: Bob Danziger (Kalimbas) sowie Karen Lawrence und Kim Nail (Hintergrundgesang).
Wie schon beim poppig-jazzigen Vorgänger-Album „Free as a Bird“ lieferten Supertramp mit „Some Things Never Change“ erneut einen recht jazzigen und zudem bluesigen Musikstil mit teils jazzig-funkigen Akzenten ab, wobei Davies’ stakkatoartiges E-Piano-Spiel – wie im als Single ausgekoppelten „You Win, I Lose“ – als Markenzeichen der Band erhalten blieb. Manche Songs, wie „It’s a Hard World“, das Titellied „Some Things Never Change“ und „Sooner or Later“, enthalten lange Instrumentalpassagen mit Bläser- und E-Piano-Klängen. Ein schönes bluesiges Werk ist „Help Me Down That Road“. Hit-Charakter erlangte kein Lied.
Mit einigen Songs des Albums „Some Things Never Change“ und vielen Supertramp-Klassikern im Gepäck ging die Band auf Tournee, aus der 1999 das Live-Album It Was the Best of Times hervorging.

## Titelliste
Das Album „Some Things Never Change“ enthält 12 Lieder. Die angegebenen Längen  beziehen sich auf die originale CD-Version („EMI 89989 2“) des Albums, das insgesamt 70:03 Minuten lang ist.
1. It’s a Hard World – 9:46 – (Davies)
2. You Win, I Lose – 4:31 – (Davies)
3. Get Your Act Together – 4:47 – (Davies)
4. Live to Love You – 5:20 – (Davies)
5. Some Things Never Change – 6:26 – (Davies)
6. Listen to Me Please – 4:47 – (Davies); Hauptstimme: Davies und Hart
7. Sooner or Later – 6:51 – (Davies, Hart); Hauptstimme: Hart
8. Help Me Down That Road – 4:37 – (Davies)
9. And the Light – 4:42 – (Davies)
10. Give Me a Chance – 4:23 – (Davies, Hart); Hauptstimme: Hart
11. C’est What? – 8:18 – (Davies)
12. Where There’s a Will – 5:35 – (Davies)

## Besetzung
Die Band
- Rick Davies – Keyboards, Gesang
- John Helliwell – Holzblasinstrumente, Saxophone
- Bob Siebenberg – Schlagzeug (außer bei „And the Light“)

Zusätzliches Personal
- Mark Hart – Gitarren, Keyboards, Gesang, Hintergrundgesang
- Cliff Hugo – Bassgitarre
- Lee Thornburg – Trombone, Trompete, Hintergrundgesang
- Carl Verheyen – Gitarren
- Tom Walsh – Perkussion (und Schlagzeug bei „And the Light“)

Gastmusiker
- Bob Danziger – Kalimbas
- Karen Lawrence – Hintergrundgesang
- Kim Nail – Hintergrundgesang

## Aufnahme
Das Album „Some Things Never Change“ wurde von 1996 bis 1997 in den USA in diesen Tonstudios aufgenommen und gemischt: Die Tonaufnahmen fanden in den Ocean Way Studios (Hollywood, Los Angeles, Kalifornien) und The Backyard Studios (Encino, Los Angeles, Kalifornien) statt. Abgemischt wurde die Platte in den Manhattan Center Studios (Manhattan, New York City, New York) und das Mastering wurde in den Gateway Studios (Portland, Maine) durchgeführt.

## Produktion
- Leitender Produzent: Rick Davies
- Produzent: Jack Douglas
- Co-Produzent: Fred Mandel (bei „And The Light“)
- Toningenieur: Jay Messina
- Toningenieur-Assistenten:
  - Ian Gardiner (The Backyard Studios; bei „And The Light“), Tonaufnahme
  - Michael Scotella (Ocean Way Studios), Tonaufnahme
  - Rich Clark (Manhattan Center Studios), Abmischung
  - Roy Clark (Manhattan Center Studios), Abmischung
  - Brian Hargrove (Manhattan Center Studios), Abmischung
  - Bob Ludwig (Gateway Studios), Mastering
- Cover-Gestaltung: Hugh Sime und Dimo Safari
- Kreative Leitung: Richard Frankel
- Band-Portraits: Dennis Keeley
- Management: Sue Davies und Richard Frankel

## Singleauskopplungen
Als Single wurde das sich gemächlich verkaufende You Win, I Lose ausgekoppelt; das zweite Lied der Single ist Some Things Never Change. Beide sind jeweils in einer Edit- und Albumversion aufgenommen.

| Jahr | Titel           | Höchstplatzierung, Gesamtwochen, AuszeichnungChartplatzierungen (Jahr, Titel, , Platzierungen, Wochen, Auszeichnungen, Anmerkungen) | Höchstplatzierung, Gesamtwochen, AuszeichnungChartplatzierungen (Jahr, Titel, , Platzierungen, Wochen, Auszeichnungen, Anmerkungen) | Anmerkungen                       |
| Jahr | Titel           | DE | AT | Anmerkungen                       |
| ---- | --------------- | --- | --- | --------------------------------- |
| 1997 | You Win, I Lose | DE63 (9 Wo.)DE | AT40 (1 Wo.)AT | B-Seite: Some Things Never Change |

## Kommerzieller Erfolg

### Chartplatzierungen
| ChartsChartplatzierungen     | Höchstplatzierung | Wochen |
| ---------------------------- | ----------------- | ------ |
| Deutschland (GfK)            | 3 (18 Wo.)        | 18     |
| Österreich (Ö3)              | 5 (14 Wo.)        | 14     |
| Schweiz (IFPI)               | 2 (13 Wo.)        | 13     |
| Vereinigtes Königreich (OCC) | 74 (1 Wo.)        | 1      |

| ChartsJahrescharts (1997) | Platzierung |
| ------------------------- | ----------- |
| Deutschland (GfK)         | 46          |
| Schweiz (IFPI)            | 49          |

### Auszeichnungen für Musikverkäufe
| Land/Region          | Auszeichnungen für Musikverkäufe (Land/Region, Auszeichnung, Verkäufe) | Verkäufe |
| -------------------- | ---------------------------------------------------------------------- | -------- |
| Deutschland (BVMI)   | Gold                                                                   | 250.000  |
| Frankreich (SNEP)    | 2× Gold                                                                | 200.000  |
| Schweiz (IFPI)       | Platin                                                                 | 50.000   |
| Spanien (Promusicae) | Gold                                                                   | 50.000   |
| Insgesamt            | 3× Gold · 1× Platin ·                                                  | 550.000  |

Hauptartikel: Supertramp/Auszeichnungen für Musikverkäufe